# Philippe Leclerc de Hauteclocque
 Der er for få eller ingen kildehenvisninger i denne artikel, hvilket er et problem. Du kan hjælpe ved at angive troværdige kilder til de påstande, som fremføres i artiklen.

Philippe Leclerc de Hauteclocque (22. november 1902 – 28. november 1947), var en fransk general under 2. verdenskrig. Han blev posthumt udnævnt til Marskal af Frankrig i 1952.
Han blev født Philippe François Marie, Comte de Hauteclocque, men ændrede sit navn i 1945 for at indføje sit dæknavn i modstandsbevægelsen Jacques-Philippe Leclerc. Han er i Frankrig kendt under navnet Maréchal Leclerc.

## Herkomst og familie
Philippe de Hauteclocque blev født i Belloy-Saint-Léonard i departementet Somme. Han var det femte af seks børn af Adrien de Hauteclocque, comte de Hauteclocque (1864-1945) og Marie-Thérèse van der Cruisse de Waziers (1870-1956). Philippe blev opkaldt efter en forfader, som blev dræbt af kroater i 1635. 
Leclerc kom fra en gammel landadelig familie, hans direkte forfædre havde deltaget i det Femte korstog mod Ægypten og igen i det Ottende korstog, som Ludvig den Hellige gennemførte mod Tunesien i 1270. De havde også kæmpet i de store slag ved Saint-Omer i 1340 og Fontenoy i 1745. Det var lykkedes familien at overleve den franske revolution med fire familiemedlemmer, der gjorde tjeneste i den franske hær under kejser Napoleon. Tre gjorde tjeneste i La Grande Armée og en fjerde, som havde dårligt helbred i forsyningstropperne. Den yngste af disse fik en søn, som blev ægyptolog. Han fik tre sønner. Den første og den tredje blev officerer i den franske hær og gjorde tjeneste ved felttog i kolonierne inden de begge blev dræbt i 1. Verdenskrig. Den anden søn var Leclercs far, som også gjorde tjeneste i krigen, men overlevede og arvede familiens ejendom i Belloy Saint Leonard. 
Leclerc gik på École Spéciale Militaire de Saint-Cyr, fik eksamen i 1924, og gik ind i den franske hær. Han opnåede rang af kaptajn i 1937.
Under 2. verdenskrig sluttede han sig til de Frie franske styrker efter slaget om Frankrig og begav sig til London. Da Charles de Gaulle mødte ham forfremmede han ham til major og beordrede ham til Fransk Ækvatorialafrika som guvernør i Cameroun fra 29. august 1940 til 12. november 1940. Han anførte den kolonne som angreb Aksemagternes styrker fra Tchad, og efter at have marcheret sine tropper gennem Vestafrika udmærkede han sig i Tunesien.
Han blev afsendt fra Normandiet med sin 2. franske pansrede division for at deltage i Befrielsen af Paris. Nogle hævder at general George S. Patton befriede hovedparten af Nordfrankrig og fik ordre til at stoppe ved udkanten af Paris af general Dwight D. Eisenhower, så det kunne se ud som om Leclerc befriede byen. Andre bemærker at de allierede tropper omgik Paris norden om i retning mod Tyskland og at Leclerc og De Gaulle måtte overtale Eisenhower til at lade nogle tropper hjælpe pariserne, som havde gjort opstand mod de tyske tropper.
Sammen med Maurice Kriegel-Valrimont og Henri Rol-Tanguy modtog Leclerc Dietrich von Choltitzs overgivelse på Gare Montparnasse. Hans tropper befriede efterfølgende Strasbourg og sluttede krigen i Berchtesgaden, Hitlers hovedkvarter i de Bayerske alper.
Da krigen var ovre i Europa fik han ordre til at lede den franske ekspeditionsstyrke i Fjernøsten, og repræsenterede Frankrig ved den japanske overgivelse den 2. september. Tidligere, i maj, var han blevet udnævnt til medlem af Légion d'honneur.
Som ny leder af de franske styrker i Fjernøsten fortsatte Leclercs ekspeditionskorps til Fransk Indokina i oktober 1945, hvor de først brød Viet Minhs blokade omkring Saigon, og rykkede derpå gennem Mekong deltaet og op i højlandet.
Jean Sainteny fløj til Saigon for at rådslå med Leclerc, som på daværende tidspunkt fungerede som højkommissær. Denne godkendte Saintenys forslag om at forhandle med Vietnam. Admiral d'Argenlieu fordømte Leclerc: "Jer er forbløffet, ja, det er ordet, forbløffet over at Frankrigs fine ekspeditionskorps i Indokina ledes af officerer som hellere vil forhandle end slås".
Forhandlingen mislykkedes. General Leclerc vendte tilbage til Paris, og advarede nu om, at "anti-kommunisme vil være et nytteløst redskab med mindre problemet med nationalisme bliver løst". Mens hans ord blev ignoreret. De franske kommunister udløste, efter at have brudt med Paul Ramadier, en række strejker og andre uroligheder, som kastede Frankrig ud i indbyrdes strid. Leclerc blev senere udskiftet med Jean-Etienne Valluy.
Leclerc døde ved et flystyrt i 1947 nær Colomb-Béchar i Algeriet.
Han blev æret med titlen marskal af Frankrig i 1952.

## Posthume æresbevisninger
Leclerc kampvognen, som bygges af GIAT Industries i Frankrig er opkaldt efter ham.
Der er et monument over Leclerc (48°49′16″N 2°19′30″Ø / 48.82105°N 2.32494°Ø), i Petit-Montrouge kvarteret i 14. arrondissement i Paris, mellem Avenue de la Porte d'Orléans og Rue de la Légion Etrangère. Monumentet ligger nær ved Square du Serment-de-Koufra. "Serment de Koufra" er et løftem som Leclerc afgav den 2. marts 1941, dagen efter erobringen af det italienske fort ved Kufra i Libyen: han svor at hans våben ikke ville blev lagt ned inden det franske flag vejede over katedralerne i Metz og Strasbourg.,
To gader i Paris er opkaldt efter Leclerc: Avenue du Général Leclerc i 14. arrondissement og Rue du Maréchal Leclerc i 12. arrondissement, mellem Bois de Vincennes og Marne floden.

## Udmærkelser
- Storkors i Légion d'honneur
- Ordre de la Libération (6. marts 1941)
- Médaille militaire (6. juni 1946)
- Croix de Guerre 1939-1945 med 8 palmer
- Croix de guerre des Théatres d'Opérations Exterieures med palmer
- Médaille de la Résistance med rosette
- Médaille Coloniale med bjælker
- Médaille des Evadés
- Médaille des Blessés
- Commander of the Order of the Crown med palmer (Belgien)
- Croix de guerre, (Belgien)
- Distinguished Service Order (UK)
- Silver Star (USA)